# Meroplius madagascarensis
Meroplius madagascarensis är en tvåvingeart som beskrevs av Iwasa 1996. Meroplius madagascarensis ingår i släktet Meroplius och familjen svängflugor.
Artens utbredningsområde är Madagaskar. Inga underarter finns listade i Catalogue of Life.